# Chloroclystis indicataria
Chloroclystis indicataria är en fjärilsart som beskrevs av Walker 1863. Chloroclystis indicataria ingår i släktet Chloroclystis och familjen mätare. Inga underarter finns listade i Catalogue of Life.